# Synchronismes de Flann Mainistreach
Les Synchronismes de Flann Mainistreach sont une compilation chronologique  rédigée dans l’Irlande médiévale. 

## Origine
Cette compilation attribuée à Flann Mainistreach  ou de Bute, lecteur à Mainistir-Buithe ou Monasterboise (comté de Louth) mort le 14 des calendes de décembre 1056 aurait été rédigée en vieil irlandais entre 1014 et 1023.
Elle compare et synchronise la chronologie de l’Irlande avec celles des autres pays, notamment les listes des 
rois des royaumes provinciaux avec celle des Ard ri Erenn. Parmi les premiers, elle détaille celle des rois qui ont régné sur Alba depuis Fergus Mor mac Erc de Dalriada. 
Il existe trois versions des Synchronismes dans les manuscrits suivants étudiés et traduits par William Forbes Skene dans son ouvrage « Chronicles  Of The Picts Chronicles Of The Scots And Other Early Memorials Of Scottish History » : 
- un manuscrit  de la bibliothèque de la Faculté de droit d’Edimburgh, dit "Kilbride Collection 28" ;
- un manuscrit du "Book de Lecain" de 1418 ;
- un manuscrit du "Book de Glendaloch" chez Bodleian Library, "Rawlinson B512".

Les Synchronismes ont été poursuivis d’une autre main par un continuateur anonyme jusqu’en 1119, soit soixante ans après la mort de Flann.

## Les Synchronismes  des rois d’Alba
Les Synchronismes de Flann Mainistreach permettent, en ce qui concerne la succession des rois de Dalriada puis d’Alba et d'Écosse d’affiner les informations émanant du Duan Albanach dont la rédaction est quasi contemporaine :
- 20 ans (en fait 15), de la bataille d’Ocha jusqu’à ce que les fils d’Erc mac Echach Muindremhar arrivent en Alba, i.e. les 6 fils d'Erc : les 2 Angus, les 2 Lorn et les 2 Fergus ;

- 24 ans / 84 ans (en fait  82) de la bataille d’Ocha (483) à la mort de Diarmait mac Fergus († 565).
Cinq rois en Alba durant ce temps :
- Fergus Mor mac Erc ;
- Angus Mor mac Erc, fondateur du Cenél nÓenguso ;
- Domangart mac Fergus ;
- Comgall mac Domangart ;
- Gabran mac Domangart.

- 36 ans (en fait 33), de la mort de Diarmait mac Fergus († 565) à la mort d’Áed mac Ainmerech († 598).
Deux rois en Alba pendant ce temps i.e. :
- Conal mac Comgall ;
- Aedan mac Gabrán : cinq ans pour Áedan  après Áed mac Ainmerech (soit la mort d’Áedan en 603)[7].

- 63 ans (en fait 44), de la mort d’Áed mac Ainmerech († 598) à la mort de Domnall mac Áedo († 642).
Quatre rois en Alba pendant ce temps, i.e. :
- Eocho Buidhe mac Aedan ;
- Conadd Cerr son fils par lequel Fiacha mac Deman est tué[9] ;
- Ferchar mac Connaid ;
- Domnall Brec mac Ethach Buidhe († 645).

- 104 ans (en fait 101), de la mort de Domnall mac Áedo († 642) à la mort d’ Aed Allan mac Fergal († 743).
Neuf rois en Alba  pendant ce temps, i.e. :
- Conall Crandomna ;
- Dunchad mac Dubain ;
- Dondcad Donn ;
- Máel-Duin mac Conaill ;
- Ferchair Foda ;
- Eocho Rianamhail (mac Aeda Find)[11] ;
- Ainbcellach mac Ferchair ;
- Selbach mac Ferchair ;
- Eochaig Angbaid († 733) jusqu’au milieu de son règne (?).

- 133 ans (en fait 136), de la mort d’Áed Allán mac Fergal († 743) à la mort d’Áed Findliath († 879).
Treize rois en Alba pendant ce temps, i.e. :
- Dungal mac Selvach ;
- Alpin mac Echach ;
- Muredach petit-fils de Daithi ;
- Aed Aireatech ;
- Fergus ;
- Eochoid ;
- Domnall (mac Constantin) ;
- Custantin (mac Fergusa) ;
- deux Conall ensemble, Conall Caemh et un autre, Conall son frère ;
- Angus (mac Fergus) ;
- Aed (mac Boanta) ;
- Eoganan (mac Aengusa) ;
- Cinaet mac Ailpin († 858), le premier roi des Gaëls qui posséda le royaume de Scone.

- 138 ans (en fait 135), de la mort d'Áed Findliath († 879) à la mort de Brian mic Cennedig († 1014). 
Quatorze rois en Alba pendant ce temps, i.e. :
- Domnall mac Ailpin ;
- Custantin mac Cinaeta ;
- Aed mac Cinaedha ;
- Grig mac Dungaile ;
- Domnall Dasachtach (mac Custantin) ;
- Custantin mac Aeda ;
- Maelcolaim mac Domnall ;
- Illolb mac Custantin ;
- Dubh mac Maelcolaim ;
- Cuillen mac Illiulb ;
- Cinaet mac Maelcolaim ;
- Cinaet mac Duib ;
- Maelcolaim mac Cinaeta († 1034).

### Continuation des Synchronismes
104 ans (en fait 105) de la bataille de Brian en 1014, à la mort de Muichertach mac Toirdelbach († 1119).
Cinq rois règnent sur Alba pendant ce temps :
- Donnchad mac Crinain ;
- Donnchad mac Mailcolaim[13] ;
- Macbethad mac Findlaech ;
- Lulach mac Micbethadh ;
- Malcolaim mac Donnchada, tué par les Normands avec son fils Eduuard (en 1093).